# Manny Elias
Manny Elias és un músic britànic, nascut a Calcuta el 1953. A més de tocar la bateria també es va dedicar a la composició de temes. Fou un dels membres del grup Tears for Fears des de 1982 a 1986. També havia participat anteriorment com a bateria d'altres grups new wave, com ara en el grup Interview.